# آندرئا ماشارلی
آندرئا ماشارلی (ایتالیایی: Andrea Masciarelli؛ زادهٔ ۲ سپتامبر ۱۹۸۲ ‏(۴۲ سال)) دوچرخه‌سوار اهل ایتالیا است.